# Sherbrooke (Bas-Canada)
Pour les articles homonymes, voir Sherbrooke (homonymie).
Sherbrooke est un district électoral de la Chambre d'assemblée du Bas-Canada ayant existé de 1829 à 1838.

## Histoire
Le district est créé lors de la refonte de la carte électorale de 1829 par détachement du district de Buckingham. Il s'agit d'un district représenté conjointement par deux députés, parfois d’allégeance différente. Il est suspendu de 1838 à 1841 en raison de la Rébellion des Patriotes.

## Liste des députés

### Siègeno1
| Années | Années      | Député           | Parti       |
| ------ | ----------- | ---------------- | ----------- |
|        | 1829 - 1830 | Samuel Brooks    | Patriote    |
|        | 1830 - 1831 | Samuel Brooks    | Patriote    |
|        | 1831 - 1834 | Bartholomew Gugy | Indépendant |
|        | 1834 - 1838 | John Moore       | Bureaucrate |

### Siègeno2
| Années | Années      | Député                          | Parti       |
| ------ | ----------- | ------------------------------- | ----------- |
|        | 1829 - 1830 | Benjamin Tremain                | Indépendant |
|        | 1830 - 1834 | Charles Frederick Henry Goodhue | Patriote    |
|        | 1830 - 1834 | Charles Frederick Henry Goodhue | Bureaucrate |
|        | 1834 - 1838 | Bartholomew Gugy                |             |